# Ланс-Эст
Ланс-Эст (фр. Lens-Est) — упраздненный кантон во Франции, регион Нор-Па-де-Кале, департамент Па-де-Кале. Входил в состав округа Ланс.
В состав кантона входили коммуны (население по данным Национального института статистики за 2009 г.):
- Ланс (11 190 чел.) (частично)
- Салломин (10 158 чел.)

## Политика
На президентских выборах 2012 г. жители кантона отдали в 1-м туре Франсуа Олланду 33,4 % голосов против 28,0 % у Марин Ле Пен и 14,0 % у Николя Саркози, во 2-м туре в кантоне победил Олланд, получивший 67,3 % голосов (2007 г. 1 тур: Сеголен Руаяль — 30,2 %; Саркози — 20,5 %. 2 тур: Руаяль — 60,0 %). На выборах в Национальное собрание в 2012 г. по 3-му избирательному округу департамента Па-де-Кале они поддержали кандидата Социалистической партии, мэра Ланса Ги Делькура, набравшего 41,2 % голосов в 1-м туре и 62,7 % — во 2-м туре. (2007 г. 13-й округ. Ги Делькур (СП): 1 тур — 37,5 %, 2 тур — 66,4 %). На региональных выборах 2010 года в 1-м туре победил список социалистов, собравший 34,5 % голосов против 17,9 % у Национального фронта, 9,6 % у коммунистов и 7,8 % у списка «правых». Во 2-м туре единый «левый список» с участием социалистов, коммунистов и «зелёных» во главе с Президентом регионального совета Нор-Па-де-Кале Даниэлем Першероном получил 59,5 % голосов, Национальный фронт Марин Ле Пен занял второе место с 27,9 %, а «правый» список во главе с сенатором Валери Летар с 12,6 % финишировал третьим.
|  | Кандидат      | Партия                  | % голосов |
|  | ------------- | ----------------------- | --------- |
|  | Шарль Депурте | Социалистическая партия | 100,00    |

|  | Кандидат       | Партия                    | % голосов |
|  | -------------- | ------------------------- | --------- |
|  | Шарль Депурте  | Социалистическая партия   | 37,49     |
|  | Патрис Камбре  | Коммунистическая партия   | 20,86     |
|  | Беатрис Пермюи | Союз за народное движение | 16,51     |
|  | Доминик Данген | Национальный фронт        | 12,90     |
|  | Насера Винсан  | Зеленые                   | 12,24     |